# Invernoir
Invernoir ist eine 2016 gegründete Gothic-Metal-Band.

## Geschichte
Invernoir wurde im Jahr 2016 in Rom von den Gitarristen Alessandro Sforza und Lorenzo Carlini und dem Bassisten Valerio Lippera mit dem Schlagzeuger Luca Soldati und dem Sänger Sami El Kadi gegründet. Als Letztere die Band nach der Veröffentlichung der Debüt-EP Mourn verließen, übernahmen die beiden Gitarristen den Gesang. Als Schlagzeuger stieß bis zu den Aufnahmen des über Funere und BadMoodMan Music veröffentlichten Debütalbums The Void and the Unbearable Loss Flavio Castagnoli zur Band. Das Album wurde international positiv aufgenommen. Es sei zwar kein originelles Album, aber eine „solide“ Liebeserklärung an die frühe Ära des Gothic Metal. Insbesondere instrumental erweise sich die Band dabei als „definitiv hochqualitativ“. Mitunter wird der Gruppe bescheinigt, den Stil über den Einsatz des Klargesangs und ausgeprägt melodischen Gitarrenspiels zu modernisieren. So könne sich das Album möglicherweise langfristig als Referenz für zukünftige Interpreten und Veröffentlichungen des Genres erweisen. Insbesondere Anhängern des Melodic Death Doom wurde das Album auf Stormbringer angeraten. So wurde gemutmaßt, dass Invernoirs Debütalbum „die Band in den Fokus vieler Melodic Doom/Death Fans gespielt haben“ sollte.

## Stil
Die Musik von Invernoir wird als Gothic Doom tituliert. Alessandro Sforza bestätigt einen starken Einfluss von den urtümlichen Gruppen des Gothic Metal, namentlich My Dying Bride, Paradise Lost und Anathema, und ordnet die eigene Musik einer italienischen Szene zu, die sich an solchen Vorbildern orientiert, den Klang der Vorbilder indes zu modernisieren sucht. Hierbei verweist er auf Interpreten wie Plateau Sigma und The Foreshadowing, die seiner Einschätzung nach eine gemeinsame Szene bilden.

„Das Quartett taucht den Hörer in die tiefe Traurigkeit melancholischer Melodien, oft ruhig aber auch immer wieder aufbrausend. Dazu gesellt sich sehr variabler Gesang, der von Clean Vocals über Kreischen bis hin zu tiefen Growls reicht.“

Synthesizer und Streicherarrangements ergänzen das instrumentale Spiel, das unterschiedliche Geschwindigkeiten und Dynamiken zur Abwechslung nutzt. Das verbleibende instrumentale Spiel orientiert sich an der Musik der erwähnten Vorbilder, derweil das Gitarrenspiel ein mehr an melodiösen Elementen enthält. Die Mehrheit der Stücke folgt derweil einem wiederkehrenden Aufbau, der unverzerrtes Gitarrenspiel und Streicherarrangements als Zwischenspiel nutze. Invernoir bemühe sich so auch, sich „moderne Technologie“ und aktuelle musikalische Entwicklungen im Songwriting zunutze zu machen, um den eigenen Klang zu modernisieren.

## Diskografie
- 2018: Mourn (EP, Selbstverlag)
- 2020: The Void and the Unbearable Loss (Album, Funere/BadMoodMan Music)